# 中央軍事委員会弁公庁
中央軍事委員会弁公庁（ちゆうおうくんしいいんかいへんこうちょう、中国語: 中央军事委员会办公厅）は、中華人民共和国最高軍事機関である中央軍事委員会（CMC）の下に配置され、行政的・庶務的な任務を遂行する組織である。

## 概要
中華人民共和国の成立後、中央軍事委員会が設立され、弁公庁はその中でも重要な役割を果たしている。弁公庁の具体的な職務は、人事管理、情報収集、庶務、通信、軍の予算と資源管理、法的事務、外交関係の調整などが含まれ、軍事組織全体の効率的な運営や国家安全保障政策の実現に貢献している。
弁公庁は通常、中央軍事委員会の指導層に対して報告書や提言を行い、戦略的な意思決定のプロセスに参加することもある。そのため軍事組織の中での役割は単なる行政的な枠組みを超えて戦略的な方針の形成や実施にも影響を与える重要な存在となっている。

## 歴史
設立後の1949年、中央軍事委員会弁公庁は毛沢東、朱徳、彭徳懐などの指導者によって組織され、国内外での戦略的な決定を行った。
1950年代には朝鮮戦争や台湾海峡危機などの国際的な事態に対処するために活発に機能した。
文化大革命の時期には中央軍事委員会弁公庁も混乱と政治的な浄化の影響を受けた。その後、改革開放政策が導入され、1980年代から1990年代にかけて中国の軍事力の近代化やプロフェッショナリズムの向上に焦点を当てた。
21世紀に入ると中央軍事委員会弁公庁はテクノロジーの進化や地域安全保障の変化に応じて調整を行い、中国の国防戦略において重要な役割を果たしている。指導者の変遷や国際的な出来事によりその機能や組織も変化しているが、現在も中国の軍事政策の中枢として存在している。